# (9189) Hölderlin
(9189) Hölderlin – planetoida z pasa głównego asteroid okrążająca Słońce w ciągu 3 lat i 266 dni w średniej odległości 2,4 j.a. Została odkryta 10 września 1991 roku przez Freimuta Börngena. Przed nadaniem nazwy planetoida nosiła oznaczenie tymczasowe (9189) 1991 RH41.